# バルトロメウス・ファン・ホーフェ
バルトロメウス・ファン・ホーフェ（Bartholomeus Johannes van Hove、1790年10月28日 - 1880年11月8日）はオランダの画家、舞台美術家である。デン・ハーグの美術家グループ「プルクリ・スタジオ」の創立メンバーで、初代の会長になった。

## 略歴
デン・ハーグで舞台美術家の息子に生まれた。父親から美術を学び、舞台美術家のヨハネス・ブレッケンハイマー(Joannes Breckenheijmer:1772-1852)にも学んだ後、ハーグの美術学校(Haagsche Teeken-Academy)でも学んだ。
1820年から母校で教え始め、ヨハネス・ボスボームやウィナンド・ニュイエン、シャルル・リケルトをはじめとする多くの学生を教えた。1823年に陸軍省からの依頼で、陸軍軍人の軍服を描いた画集を製作した。舞台美術家としても1808年から働き、1829年にヨハネス・ブレッケンハイマーの後任としてハーグの王立劇場(Koninklijke Schouwburg)で舞台美術家となった。いとこのアンドレアス・スヘルフハウトも舞台美術」の仕事から画家になった。
ハーグを代表する美術家になり、1847年にハーグやその近郊で活動する若い美術家の作品の発表や研鑽の場所を作るために、美術家のグループ「プルクリ・スタジオ」が創立された時、初代の会長となり、会長職を1851年まで務めた。アムステルダムの美術団体「Arti et Amicitiae」の会員にもなり1874年に名誉会長の称号を贈られた。オランダのアムステルダムやハーグなどで持ち回りで開催される展覧会、「現代名匠展（Tentoonstelling van Levende Meesters)」に1819年から1879年まで出展した。
画家としては主に街の風景を描いた。
息子のHuib van Hove(1814-1865)とJohannes Huybertus van Hove(1827-1881)も画家になった。

## 作品

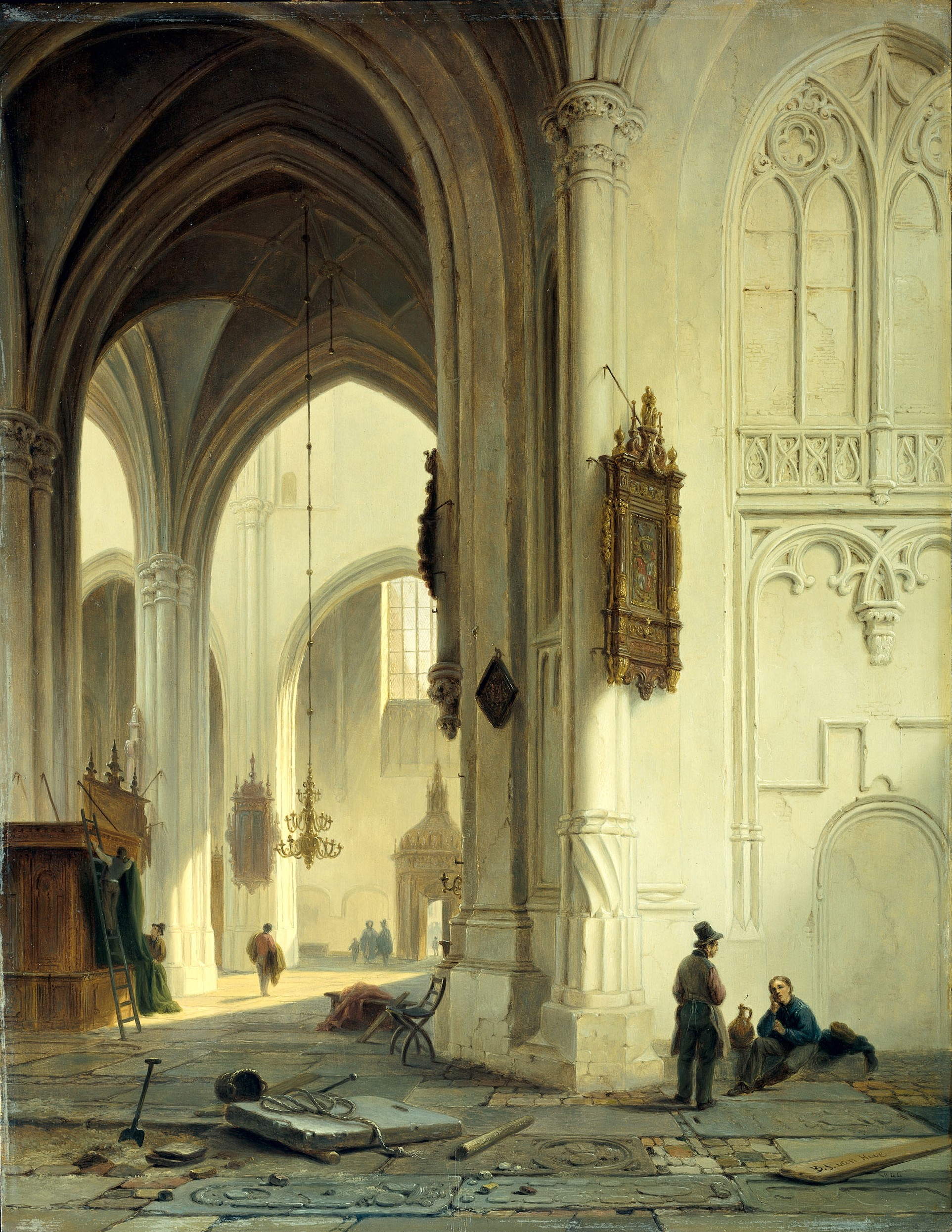
教会の堂内 (1844)
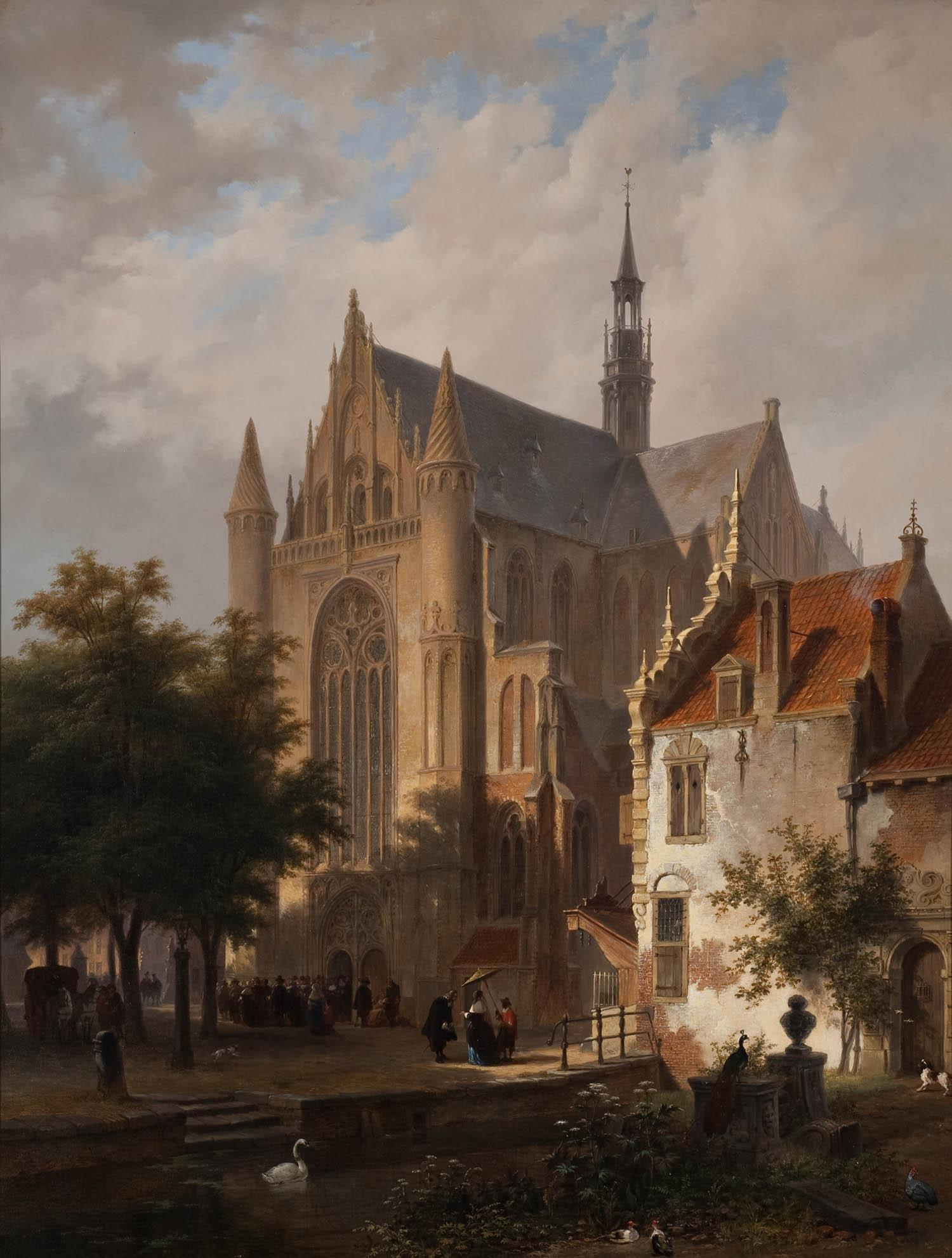
ライデンの教会
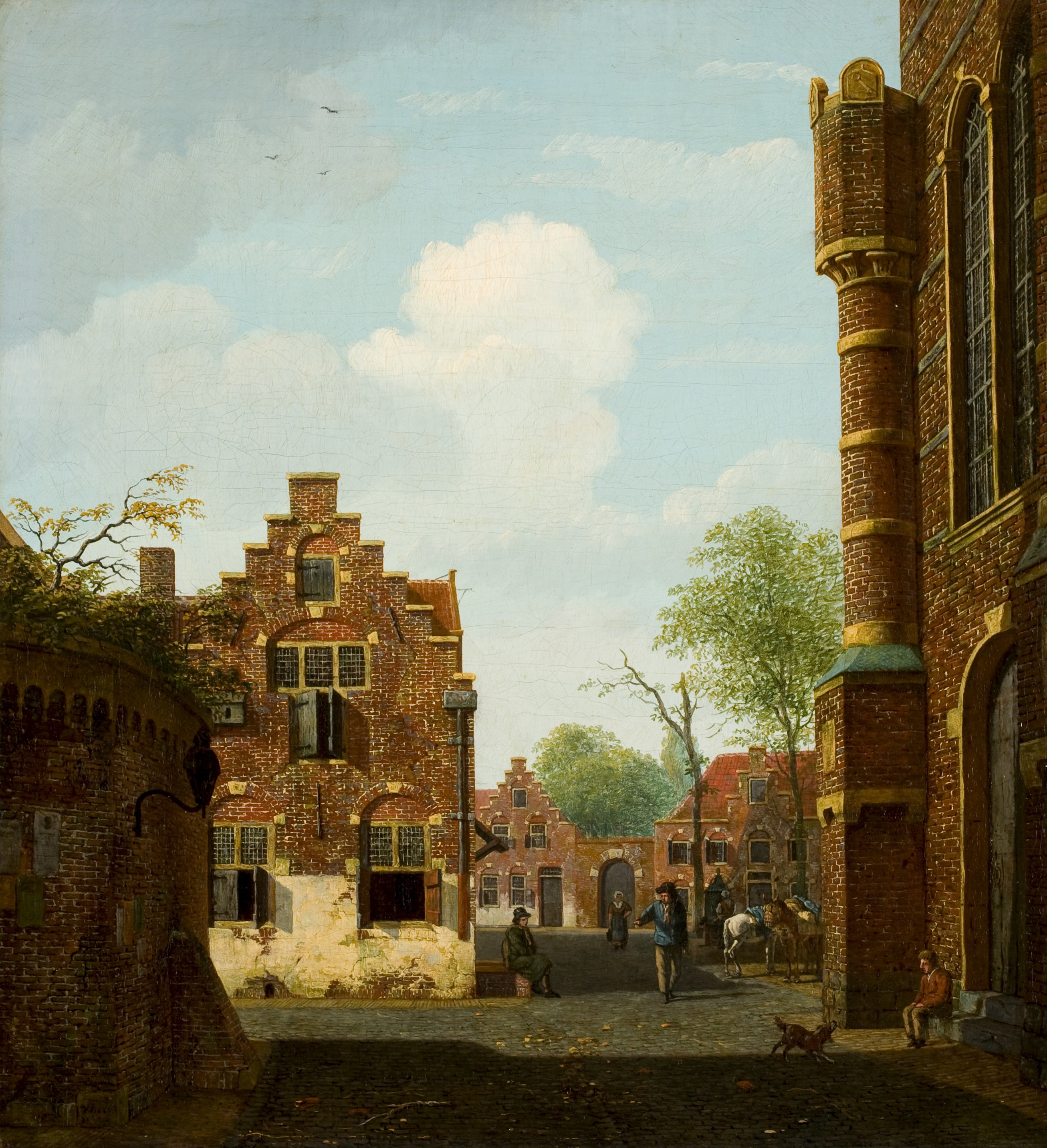
街の風景
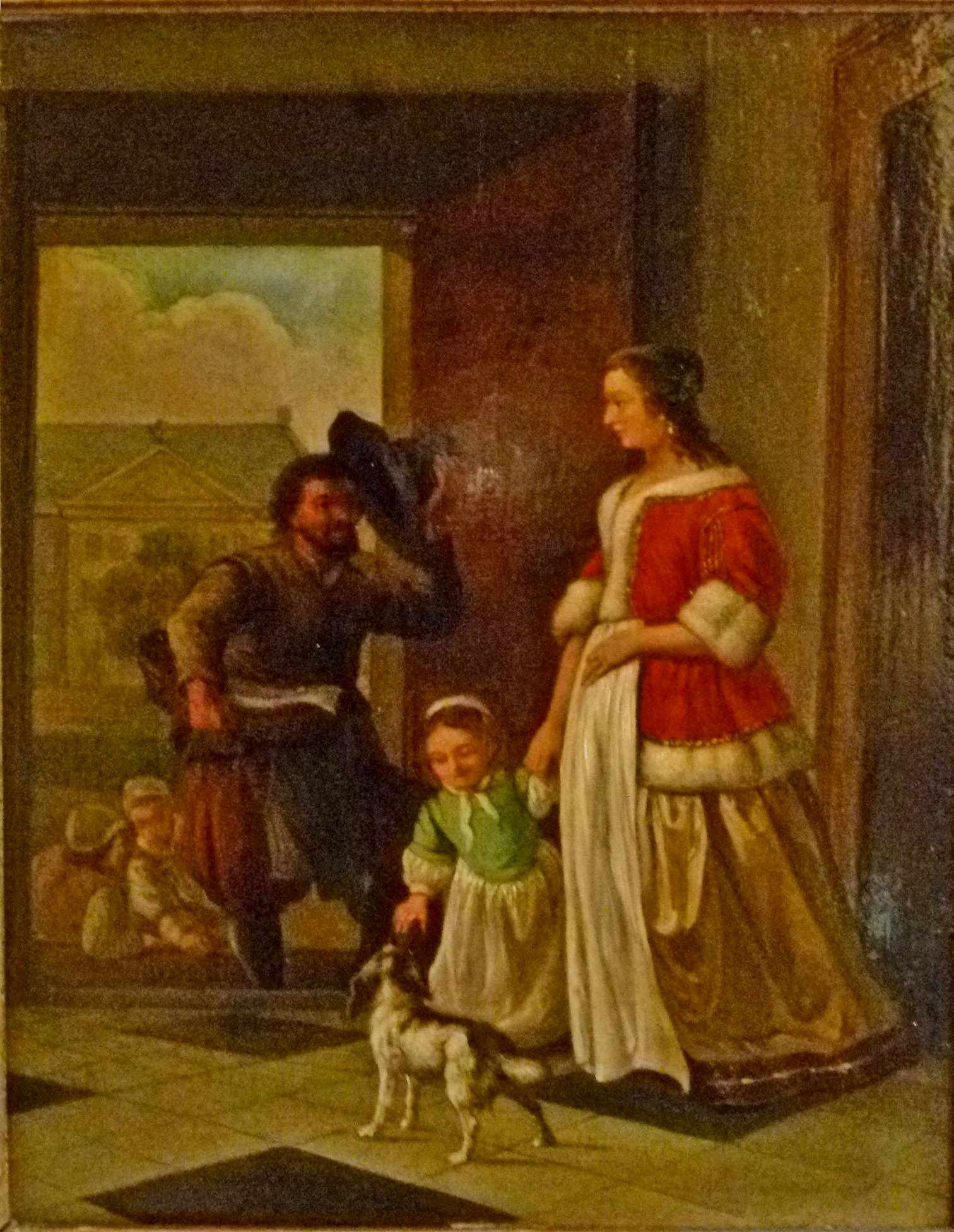
魚売りと親子と犬

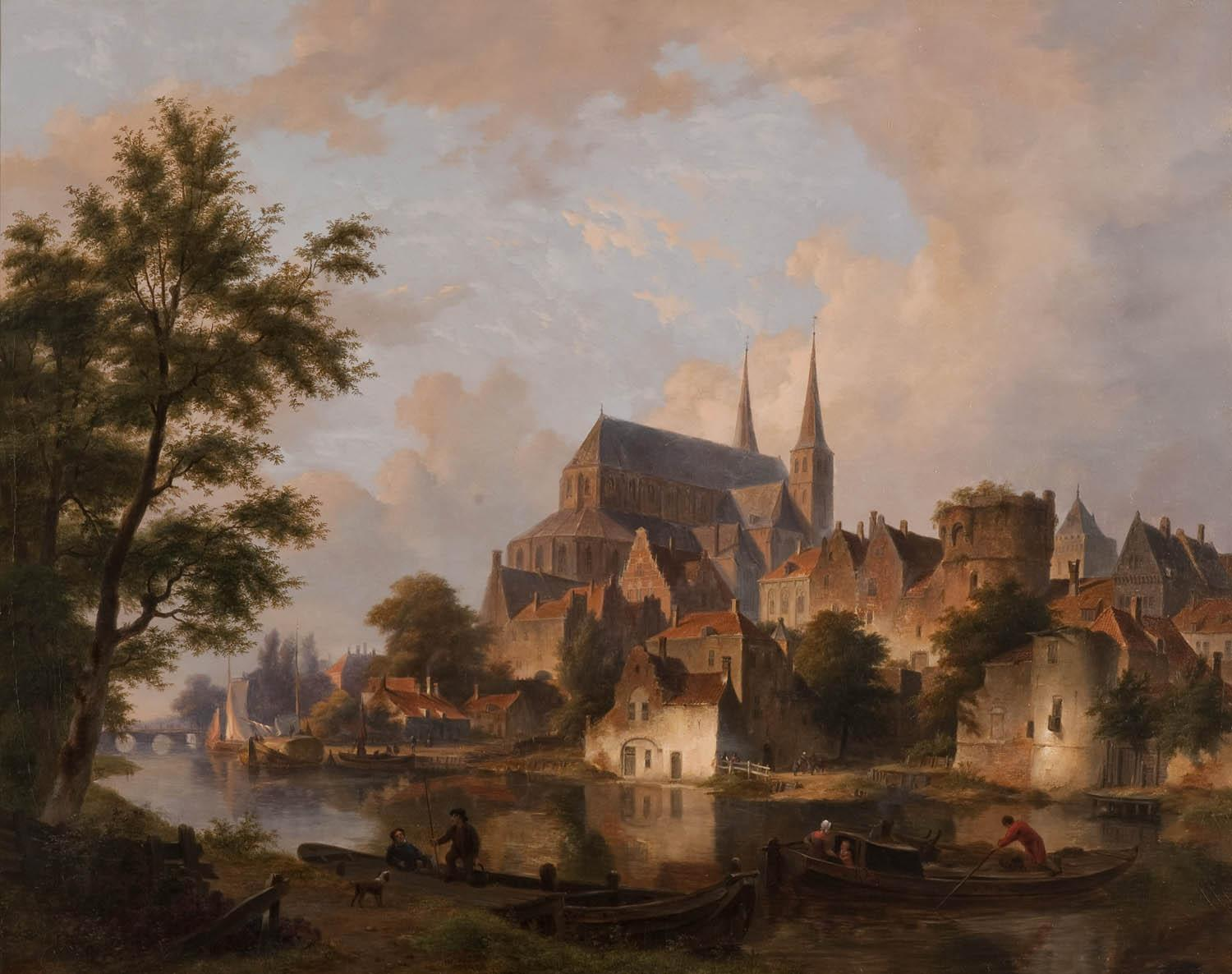
カプリッチョ
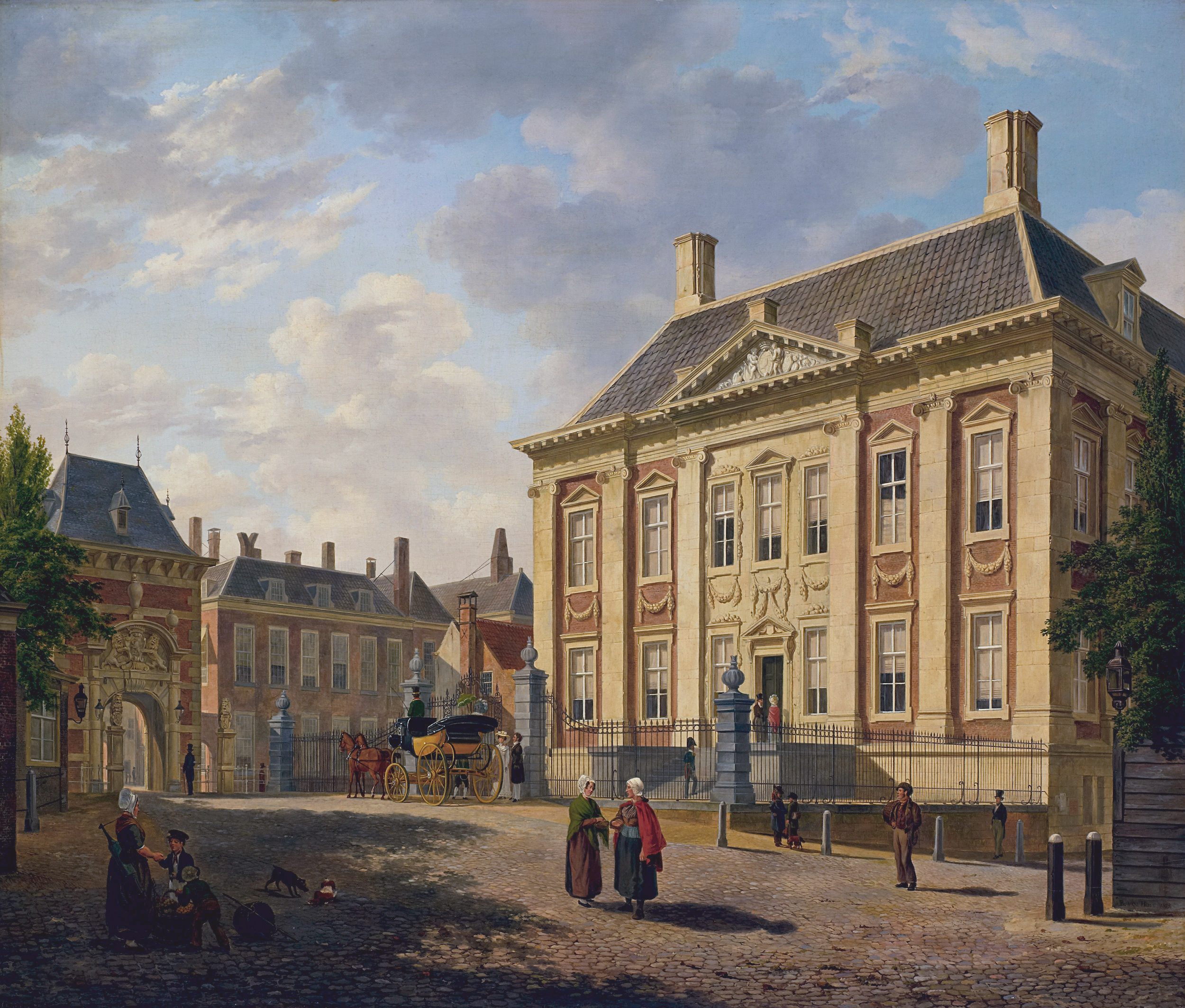
マウリッツハイス美術館
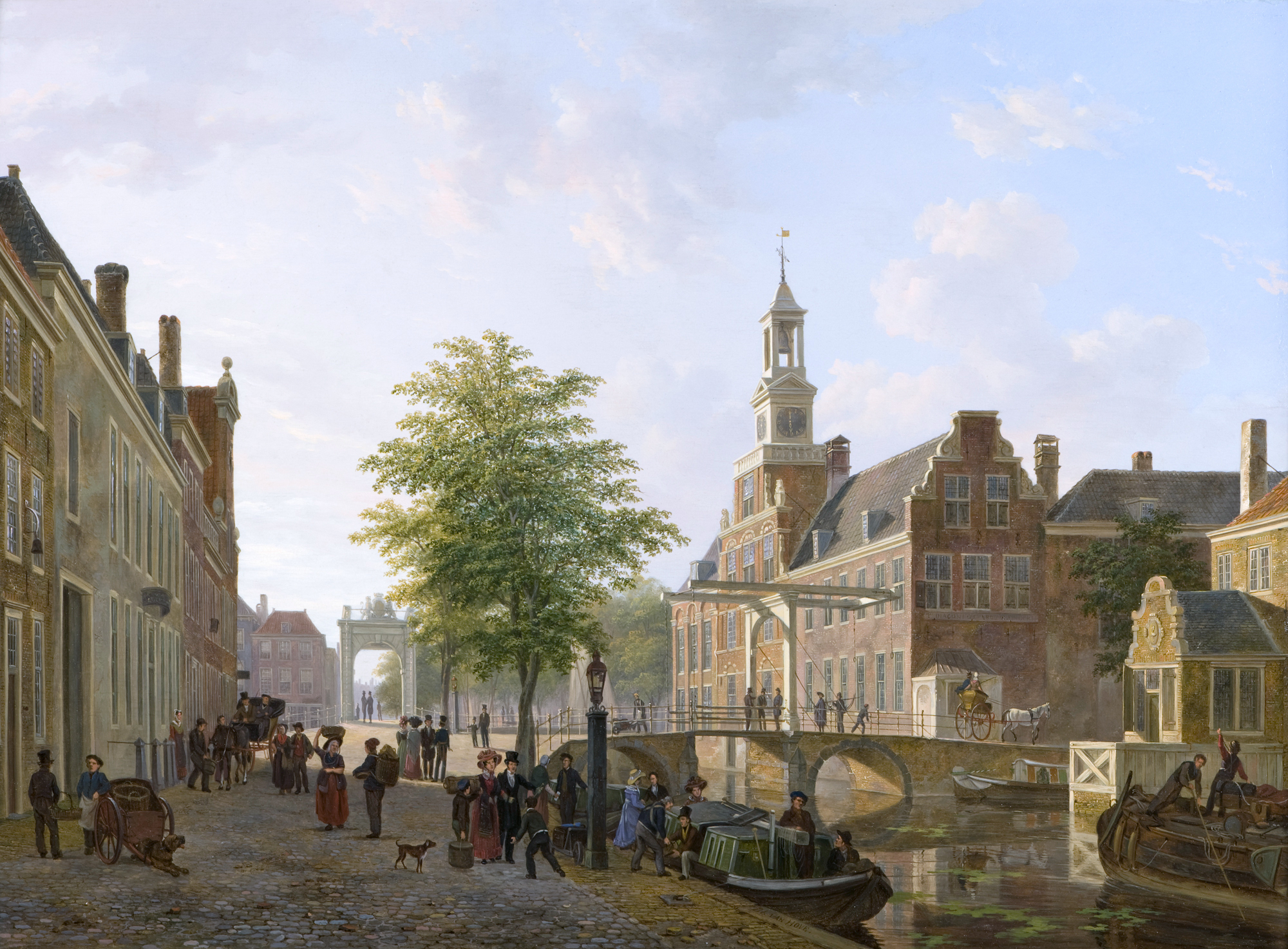
ハーグの病院